# Damien Rice
Damien Rice (Celbridge, Comtat de Kildare, 7 de desembre de 1973) és un músic irlandès.

## Biografia
Al principi pertanyia al grup de música Juniper, un grup de rock que va publicar singles com "The World Is Dead" i "Weatherman". Els col·legues de la banda van passar a dir-se Bell X1. En canvi, ell es va traslladar a la Itàlia rural on es va especialitzar en la guitarra acústica, a escriure cançons, i a vagar per Europa fins que va ser capaç de formar una banda i actuar en cafès de Dublin. Aprofitant la connexió que hi havia amb en David Arnol, el seu cosí segon, en Damien va poder gravar "O", amb el qual va guanyar el Shortlist Music Prize el 2003. Els membres de la seva banda eren la violoncel·lista Vyvienne Long; el percussionista Tom Osander (anomenat Tomo), un dels membres de la banda God Street Wine dels anys 90; el baixista Shane Fitzsimons i la vocalista Lisa Hannigan, que es acabar convertint en la seva parella sentimental. Hannigan va deixar la banda i la relació en 2007 per desavinences amb Rice i va iniciar la seva carrera en solitari, i Rice es va treslladar a Islàndia on va compondre My Favourite Faded Fantasy, el seu tercer àlbum.

## Discografia
- O (14th Floor, 2002)
- 9 (Heffa, 2006)
- My Favourite Faded Fantasy (Damien Rice Music, 2014)